# آگوستین فلیکس فورتین

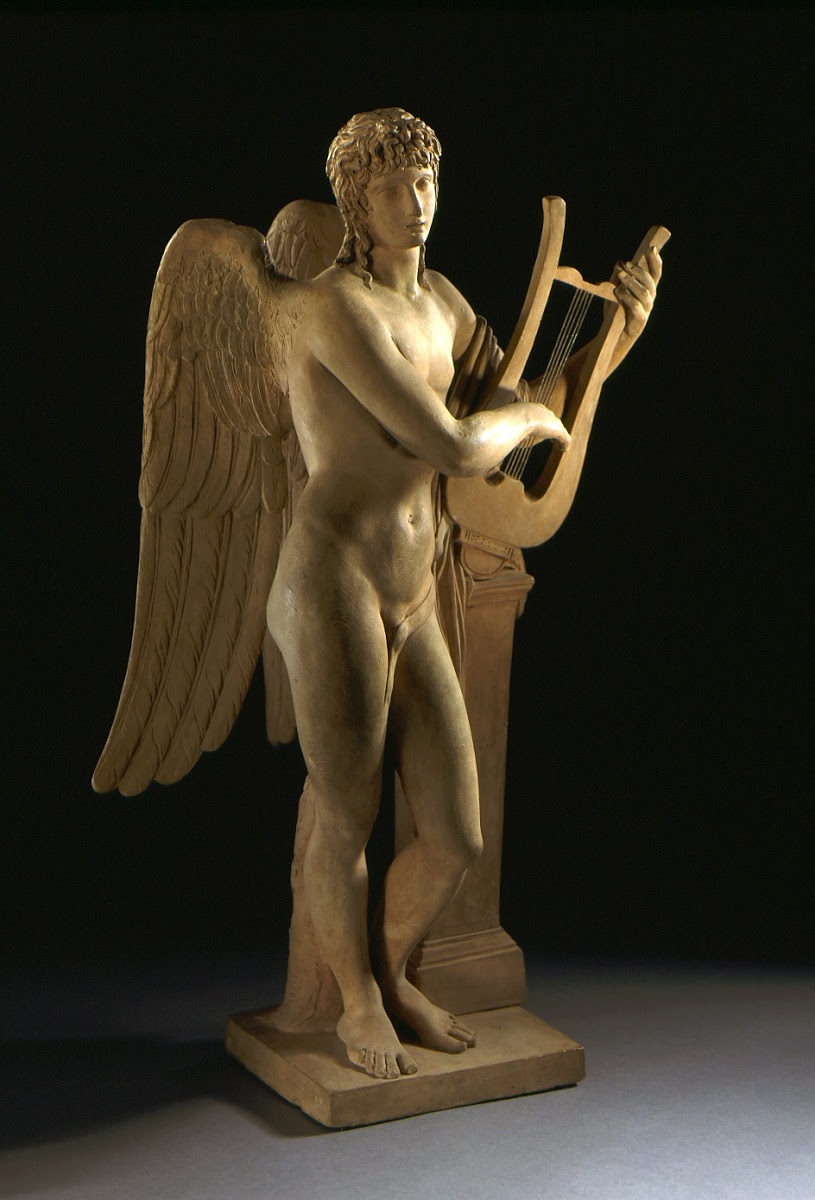
اروس، ارائه شده توسط آگوستین-فلیکس فورتین

آگوستین فلیکس فورتین  ۱ ژانویهٔ ۱۷۶۳ – ۴ ژوئیهٔ ۱۸۳۲) مجسمه‌ساز، و نقاش اهل فرانسه بود.
وی همچنین برندهٔ جوایزی همچون جایزه بزرگ رم شده‌است.